# 京都市立北白川小学校
京都市立北白川小学校（きょうとしりつ きたしらかわしょうがっこう）は京都府京都市左京区北白川別当町にある公立小学校。

## 沿革
1874年（明治7年）開校という、長い歴史を持つ小学校である。開校当時は乗願院の隣に存在し、従来寺子屋として使用されていた「毘沙門堂」という寺院跡を借りて授業を行っていたが、1877年（明治10年）に北白川天神宮側に移転。この時期は北白川村役場も敷地内に併設されていた。しかし生徒数の増加から、1904年（明治37年）、さらに現在地に移転した。開校当時は北白川の地域性を考慮し、読み書きの他に、石工に特化した授業も行われていた。また、1889年（明治22年）には白川の氾濫で校舎が流失した、太平洋戦争（大東亜戦争）中は疎開児童を多く受け入れ、教室に70人以上の生徒が入った、などのエピソードも有る。後述するが、敷地内に遺跡も存在している。
かつては仕伏町という平野部の東端に位置していたが、現在はやや平野部の中央に近い、別当町70番地に置かれている。明治時代においては生徒数の増加に合わせ、各所から建物を移設し、校舎として利用していた。昭和に入ってからも校舎の増築は続き、昭和30年代の航空写真では現在運動場として利用されている部分の中央に迫るほどに、二重、三重に校舎が設置されている模様が確認できる。『愛郷』によれば、2004年までに校舎建築5回、増改築および移設が15回行われたという。

## 卒業後の進路
卒業後は基本的に京都市立近衛中学校に進学する。しかし、中学校までの距離が遠く、また北白川は高級住宅地としての趣きがあり中学受験をする児童が多いため約3分の1の児童が違う学校へ進学する。

## 関係者
出身者
- 河田悌一 - 中国思想史学者、関西大学学長
- つじあやの